# Ixodes loveridgei
Ixodes loveridgei este o specie de căpușe din genul Ixodes, familia Ixodidae, descrisă de Joseph Charles Arthur în anul 1958.
Este endemică în Malawi. Conform Catalogue of Life specia Ixodes loveridgei nu are subspecii cunoscute.